# مری گلندون
مری گلندون (انگلیسی: Mary Ann Glendon؛ زادهٔ ۷ اکتبر ۱۹۳۸) یک دیپلمات اهل ایالات متحده آمریکا است.